# Cañón Ryūjin kyō
Cañón Ryūjin kyō (竜神峡, ryūjin kyō, garganta del dragón) es un cañón formado por la erosión causada por el río Ryūjin (竜神川, Ryūjin gawa) que abarca las localidades de Daigo, Hitachiōmiya y Hitachiōta en la Prefectura de Ibaraki.
Una hermosa garganta en forma de V atraviesa el río Ryūjin, para más tarde cruzar el Gran puente colgante Ryūjin y llegar a la represa Ryūjin.

## Represa y puente colgante
En la parte baja del valle del río Ryūjin en la ciudad de Hitachiōta se encuentra ubicada la represa Ryūjin construida para represar el río Ryūjin, con un gran puente colgante peatonal encima del lago de la represa. 
Ubicación: 〒313-0351, Kegano-cho, Hitachiōta, Ibaraki, Nippon. 
Planos y vistas satelitales de la represa: 36°41′03.1″N 140°28′03.2″E / 36.684194, 140.467556
Planos y vistas satelitales del puente colgante: 36°41′01.0″N 140°27′57.0″E / 36.683611, 140.465833

### La represa
La represa cuenta con una área de la cuenca de 13,5 kilómetros cuadrados (todo la cuenca directa) y el área de la zona inundada es de 21 ha. La capacidad de almacenamiento de agua es de unos 3 millones de metros cúbicos.

### El puente colgante
El puente Ryūjin tiene una longitud de 375 metros y una altura de 117 metros sobre el nivel de la superficie del embalse. El salto bungee desde este puente es de los de máxima altura registrada en Japón. En la proximidad del puente colgante hay un camino para escalar al puente en bicicleta. 

## Galería de imágenes

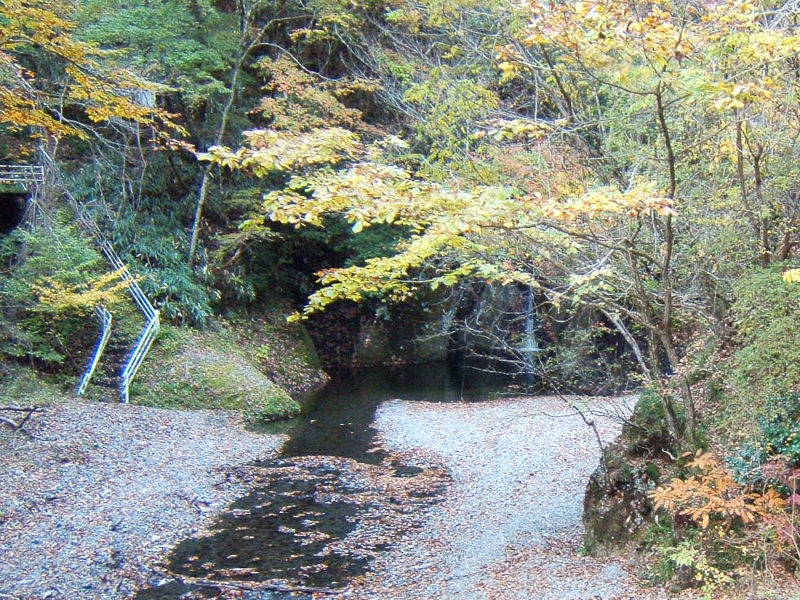
Valle Ryūjin kyō entre Hitachiōmiya y Hitachiōta.
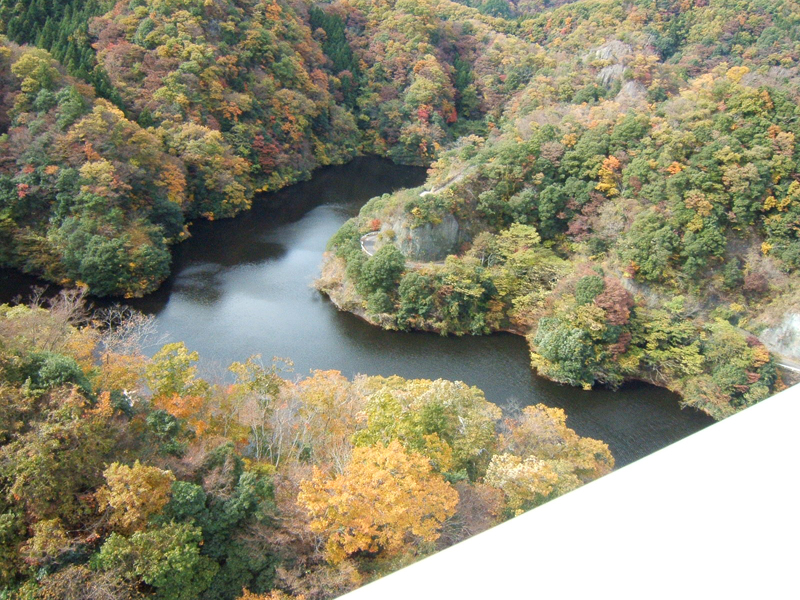
Cañón Ryūjin kyō en Hitachiōta
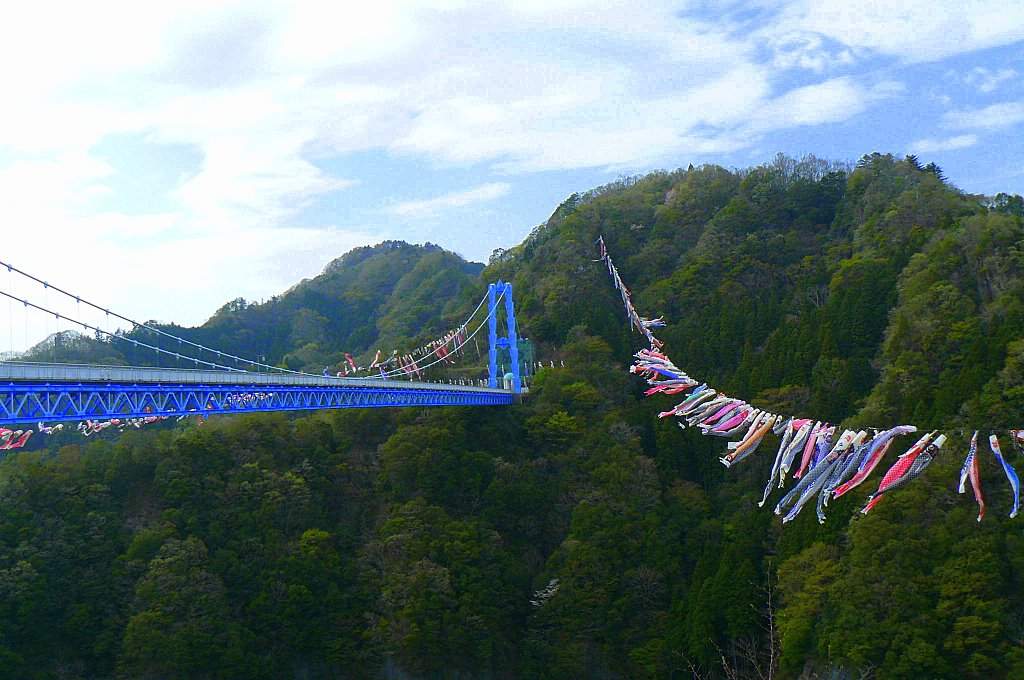
Gran puente colgante Ryūjin.
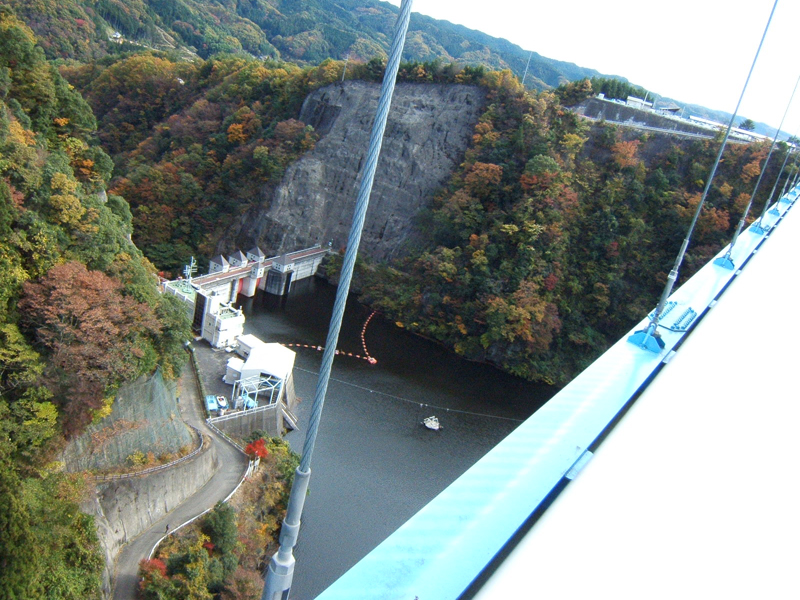
Represa Ryūjin.
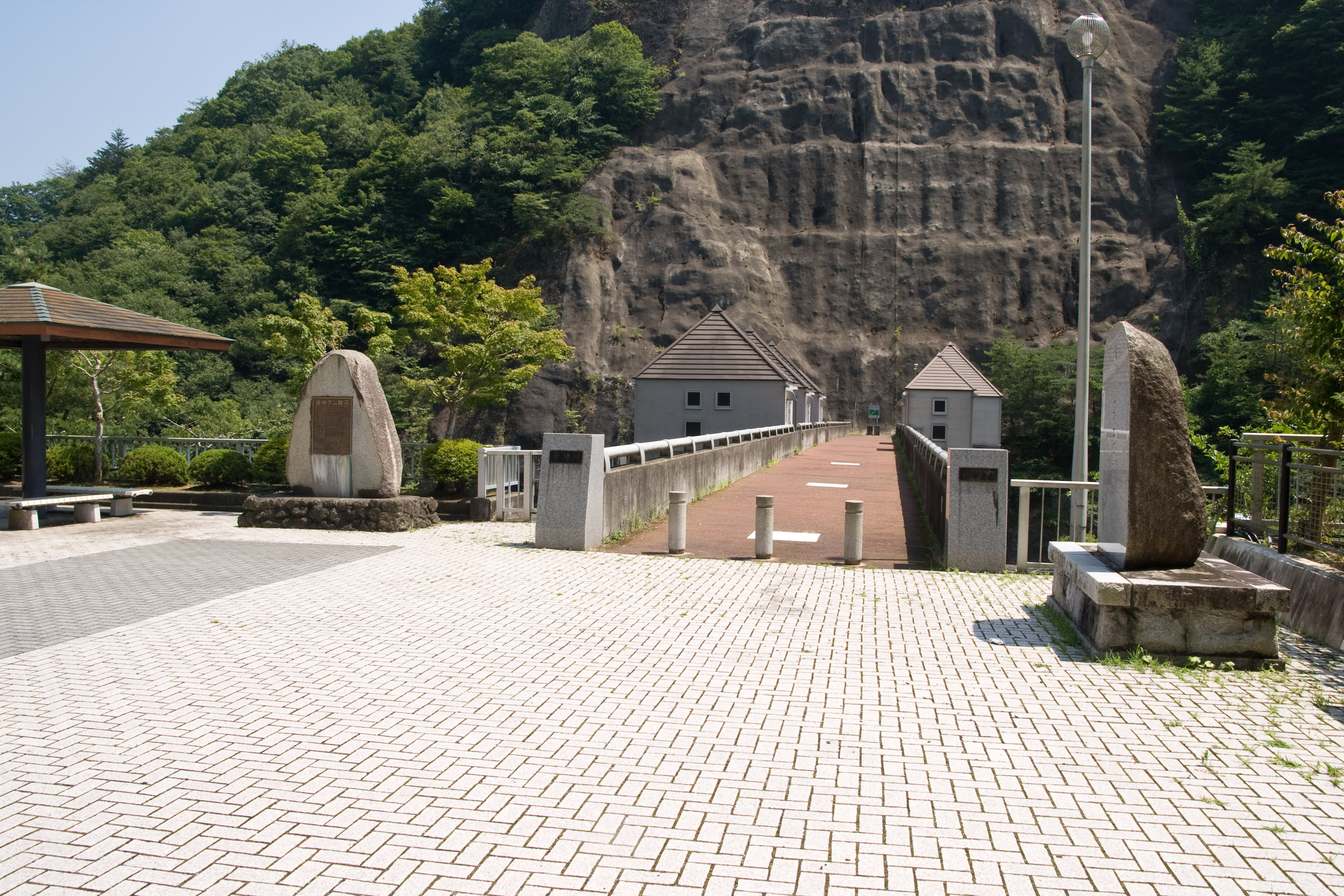
Represa Ryūjin.